# Синагога в Нови-Саде
Синагога в Нови-Саде — одна из четырёх сохранившихся и действующих синагог в Сербии, яркая историческая достопримечательность столицы автономного края Воеводина, памятник архитектуры модерна. В 1991 году синагога в Нови-Саде признана культурно-историческим памятником Сербии.
Первая синагога в центре Нови-Сада, на улице Еврейской, была заложена ещё в XVIII веке. Нынешнее здание, пятое по счёту, построено в 1905—1909 годах по проекту будапештского архитектора Липота Баумхорна, автора нескольких десятков синагог по всей Австро-Венгрии. Одновременно по сторонам были возведены два трёхэтажных здания, составляющие единый комплекс с синагогой, — в одном из них разместилась еврейская школа (сейчас здесь балетное училище), а в другом — помещения еврейской общины Нови-Сада. Фасад здания отодвинут в глубину квартала, как это полагалось в габсбургской монархии — лишь католическая церковь могла строить храмы, выходящие прямо на улицу.
Здание 25 х 50 метров в плане имеет базиликальную форму с тремя нефами и завершается массивным куполом высотой 40 метров. Фасады отделаны клинкерным кирпичом и оформлены геометрическим орнаментом. Молельный зал на 950 человек богато украшен лепниной и хорошо освещён — общая площадь витражного остекления, включая полупрозрачный потолок под куполом, превышает 300 квадратных метров. Над главным входом надпись из книги пророка Исайи «Дом молитвы всех народов», что свидетельствует принадлежность синагоги ашкеназам, сторонникам либерального иудаизма.
В XXI веке, виду крайне малочисленности еврейской общины Нови-Сада, здание синагоги редко используется для религиозных обрядов. Однако благодаря красивому интерьеру и хорошей акустике здесь проводятся концерты классической музыки, хоровые и другие художественные представления.